# Верачини, Агостино
Агостино Верачини (итал. Agostino Veracini; 14 декабря 1689, Флоренция — 20 февраля 1762, Флоренция) — итальянский живописец и реставратор картин флорентийской школы. Он писал алтарные картины, фрески и осуществлял реставрацию произведений искусства. Верачини — один из первых реставраторов, который стал восстанавливать утраченные части картин, максимально точно имитируя оригинальный стиль, манеру и живописную технику автора.

## Биография
Агостино родился в семье живописца Бенедетто Верачини, его братом был музыкант Франческо Мария. Он был учеником Джузеппе Галеотти во Флоренции, затем Себастьяно Риччи в Венеции.
Его картины, как правило, не могут быть датированы с точностью. Среди них — алтарь в аббатстве Валломброза, датируемый около 1730 года. Во Флоренции он расписал фресками своды Палаццо Панчатики, своды Пиа-Каза-ди-Лаворо-ди-Монтедомини, где он изобразил Деву Марию, приносящую Младенца святому Франциску, а также в 1758 году расписал своды церкви Сан-Джованнино-дельи-Сколопи.
В церкви Сан-Бартоломео в Баньо-а-Риполи он написал картину «Святой Иоанн Гуальберто обличает симонию» (1744), в церкви Сан-Мартино-а-Монтуги — Святого Мартина на главном алтаре, а в монастыре Санта-Марта — картину Непорочного Зачатия между святыми Франциском Ассизским и Кларой.
Другие работы Агостино Верачини во Флоренции включают реставрацию Капеллоне дельи Спаньоли в церкви Санта-Мария-Новелла (1750), где он восстановил всю часть вида колокольни Джотто в сцене правления церковью, а также капеллу Ринуччини в церкви Санта-Кроче. В церкви Сан-Якопо-сопр-Арно Верачини написал картину «Экстаз Святого Франциска». В Кастильон-Фьорентино, в церкви Санта-Вердиана, он вместе с другими художниками создал фрески с историями святой Вердианы. Его картина «Святые Антоний Аббат, Пётр Алькантарский и Магдалина» хранится в музее Санта-Вердиана. Также в Кастильон-Фьорентино Верачини отреставрировал церковь Сан-Франческо, украсив росписями её апсиду. В Вольтерре Верачини расписал Капеллу Таинств собора; в Кутильяно, в церкви Мадонны-ди-Пьяцца, он написал образ Святого Франциска, получающего стигматы.